# Forçage orbital
Le forçage orbital est l'effet sur le climat de lents changements d'inclinaison de l'axe de la Terre et de la forme de l'orbite (voir les cycles de Milankovitch). Ces modifications orbitales influent sur la quantité de rayonnement solaire atteignant la Terre de jusqu’à 25 % aux latitudes moyennes (de 400 à 500 W/m2 à 60 degrés de latitude)[réf. nécessaire]. Dans ce contexte, le terme de « forçage » signifie un processus physique affectant le climat de la Terre.
Ce mécanisme est présumé responsable du rythme des périodes glaciaires. La théorie de Milankovitch n'est pas compatible avec la survenue rapide d'une glaciation, car la période orbitale la plus courte est d’environ 20 000 ans. La chronologie des périodes glaciaires passées coïncide très bien avec les prédictions de la théorie de Milankovitch, et ces effets futurs peuvent être prédits.

## Phénoménologie

Données sur le noyau de glace. Notez la période moyenne des cycles glaciaires (environ 100000 ans. La courbe bleue correspond à la température, la courbe verte au et la courbe rouge aux poussières glaciaires soufflées par le vent (loess). La date actuelle est à droite du graphique.

On considère souvent que la durée du pic de température interglaciaire actuel est similaire à la durée du pic interglaciaire précédent (l'Éémien). Ceci signifie que nous pourrions approcher de la fin de cette période chaude. Cependant, cette conclusion est probablement erronée : les durées des interglaciaires précédentes étaient particulièrement irrégulières (voir le graphique à droite). Berger et Loutre (2002) soutiennent l'idée selon laquelle « avec ou sans perturbations humaines, le climat chaud actuel pourrait durer encore 50 000 ans. La raison en est un minimum dans l'excentricité de l'orbite de la Terre autour du Soleil. ». De plus, Archer et Ganopolski (2005) signalent que les émissions futures de CO2 pourraient suffire à neutraliser le cycle glaciaire sur les 500 prochaines années.
Notez sur le graphique la forte périodicité des cycles de 100 000 ans et l’asymétrie frappante des courbes. On pense[Qui ?] que cette asymétrie résulte d’interactions complexes entre les mécanismes de rétroaction. On observe que les périodes glaciaires se creusent progressivement, mais le rétablissement dans les conditions interglaciaires se fait en une seule grande étape.
La mécanique orbitale fait que la longueur des saisons est proportionnelle aux zones balayées des quadrants saisonniers. Ainsi,pour des orbites très excentrées, les saisons correspondant au côté éloigné de l'orbite peuvent durer beaucoup plus longtemps. Aujourd’hui, lorsque l’automne et l’hiver se rapprochent au plus près de l’hémisphère Nord, la Terre se déplace à sa vitesse maximale et ce qui rend ces saisons légèrement plus courtes que le printemps et l’été.
Aujourd'hui dans l'hémisphère nord, l'été dure 4,66 jours de plus que l'hiver et le printemps 2,9 jours de plus que l'automne. À mesure que la précession des équinoxes modifie la position de l'orbite terrestre où se trouvent les solstices et les équinoxes, les hivers de l'hémisphère Nord s'allongent et les étés se raccourcissent, créant à terme des conditions favorables au déclenchement d'une nouvelle période glaciaire.
On pense que la répartition des masses à la surface de la Terre renforce les effets de forçage orbital. Des comparaisons de reconstruction de plaques continentales et d'études paléoclimatiques montrent que les cycles de Milankovitch avaient le plus d'effet pendant les ères géologiques où les masses continentales étaient concentrées dans les régions polaires, comme c'est le cas aujourd'hui. Le Groenland, l’Antarctique et les parties septentrionales de l’Europe, de l’Asie et de l’Amérique du Nord sont situés de manière qu’une légère modification de l’énergie solaire fasse pencher la balance du climat arctique entre conservation de la glace toute l’année ou fonte en été. Or, la présence ou l'absence de calotte glaciaire est un facteur de rétroaction positive important pour le climat.

### Traduction
- (en) Cet article est partiellement ou en totalité issu de l’article de Wikipédia en anglais intitulé « Orbital forcing » (voir la liste des auteurs).